# Europese sardine
De Europese sardine of sardien (Sardina pilchardus) is een straalvinnige vis uit de familie van de haringen (Clupeidae). De soort komt voor in het noordoostelijke en het oostelijke deel van de Atlantische Oceaan en in de Middellandse Zee.